# Jean Bouhier (poète)
Pour les articles homonymes, voir Jean Bouhier et Bouhier.
Jean Bouhier, né le  24 février 1912 à La Roche-sur-Yon et mort le 3 décembre 1999 à Orléans, est un poète français, auteur de nombreux recueils.

## Biographie
Après le cycle secondaire effectué au lycée de La Roche-sur-Yon, il suit des études de pharmacie à la faculté de Nantes, un temps durant lequel, il sera rédacteur de la revue La Bohême. Monté à Paris, où il s'est inscrit en biologie à la faculté de La Sorbonne, il en profite pour fréquenter les milieux littéraires de la capitale.
En juin 1939, réfugié à Rochefort-sur-Loire, il décide de s'y installer et fonde l'École de Rochefort en 1941 avec le peintre Pierre Penon, un mouvement poétique auquel se rallièrent très rapidement René Guy Cadou, Michel Manoll, Marcel Béalu, Jean Rousselot, Luc Bérimont, Yanette Delétang-Tardif, Gabriel Audisio, et bien d'autres par la suite.
En 1947, il retourne en région parisienne où pendant un temps il sera secrétaire de rédaction à Ce Soir. Puis en 1957, il se fixe à Fay-aux-Loges, sur les bords de Loire, localité dont il devient maire en 1965. Enfin en 1973, il s'installera à Six-Fours-les-Plages au bord de la mer Méditerranée, ne cessant jamais d'écrire et de publier.
Il est mort à la clinique La Présentation, à Fleury-les-Aubrais, près d’Orléans, dans la nuit du 2 au 3 décembre 1999.
Ses archives littéraires (archives des Cahiers de Rochefort, correspondance…) sont conservées à la Bibliothèque universitaire d'Angers.

## Liste de ses œuvres
- Hallucinations (René Debresse, 1937)
- Homme mon frère, préface de Maurice Fombeure, (Feuillets de l'îlot, 1939)
- Pensées des actes (Cahiers de Rochefort, 1941)
- Dompter le fleuve (Amis de Rochefort, 1942)
- Création (Amis de Rochefort, 1943)
- Calcaire (Les écrits libres, 1945)
- Pour l'amour de Colette (Sylvain Chiffoleau, 1950)
- De mille endroits (Seghers, 1952)
- Croire à la vie (Amis de Rochefort, 1954)
- La paix du cœur (C.E.L.F. Malines, 1959)
- Tercets de la vie simple (Éditions Traces, 1963)
- Poèmes de la mer (B.O.F., 1975)
- Le jeu d'autant (Le temps parallèle, 1976)
- Pourcontre (B.O.F., 1976)
- Le tactilisme de Théo Kerg (Le temps parallèle, 1976)
- Rade forain (Le temps parallèle, 1977)
- Les entours (Le temps parallèle, 1979)
- Sur simple sommation (Éditions Rougerie, 1980)
- Fortune de mer (Sud, 1980)
- L'enfant de l'orage, préface de Jean Rousselot (Sud, 1982)
- Le ciel est sans mémoire (La Bartavelle, 1989)
- L'horloge du cœur (Ed. Association Clapàs, 1994)
- Parcelles d'infini (Les Dits du Pont, 1996)
- Du haut des cimes (Ed. Association Clapàs, 1996)

Jean Bouhier est également auteur d'ouvrages en prose :
- Position poétique de l'École de Rochefort (Cahiers de Rochefort, 1941)
- Verlaine et l'amour (Éditions Fanlac, 1946)
- La bataille du poète (Paragraphes, 1952)
- Les poètes de l'École de Rochefort, anthologie (Seghers, 1983)
- Fortune du poète - entretiens avec Jean-Luc Pouliquen (Le dé bleu, 1988)

## Postérité
- En 1991 pour le cinquantenaire de l'Ecole de Rochefort, une plaque fut posée sur la maison où Jean Bouhier la fonda en 1941. Fut aussi créé cette année-là un centre poétique en mémoire de l'événement[3].
- Une rue porte son nom à La Roche-sur-Yon, sa ville natale.
- Une école publique porte son nom à Rochefort-sur-Loire[4].

## Pour approfondir